# Chung kết UEFA Champions League 2010
Trận chung kết UEFA Champions League 2010 là trận chung kết thứ 18 của UEFA Champions League và là trận chung kết thứ 55 của Cúp C1 châu Âu, được tổ chức vào ngày 22 tháng 5, năm 2010 tại sân vận động Santiago Bernabéu, thủ đô Madrid, Tây Ban Nha - là sân nhà của đội bóng Real Madrid
Vào tháng 11, năm 2007, UEFA quyết định đây sẽ là trận chung kết đầu tiên được diễn ra vào thứ 7, thay vì thứ 4 như mọi năm.
Đội thắng trong trận đấu này sẽ thi đấu với đội thắng trong trận chung kết UEFA Europa League 2010 trong trận Siêu Cúp châu Âu 2010, và lọt vào vòng bán kết của Cúp các câu lạc bộ thế giới 2010

## Bối cảnh
Khi còn mang tên Cúp C1 châu Âu, sân vận động Santiago Bernanbéu từng tổ chức các trận chung kết vào các năm 1957, 1969 và  1980, trong đó Real Madrid thắng trận chung kết năm 1957 trước Fiorentina với tỉ số 2–0, trước sự chứng kiến của 120.000 khán giả - đứng thứ 2 trong danh sách các trận chung kết có nhiều khán giả. Năm 1969, AC Milan thắng 4–1 trước Ajax Amsterdam và trong trận đấu năm 1980, Nottingham Forest thắng tối thiểu trước Hamburg.

## Đường đến Madrid
| Đội            | ST | T | H | B | Th | Th | HS | Điểm |
| -------------- | -- | - | - | - | -- | -- | -- | ---- |
| Bordeaux       | 6  | 5 | 1 | 0 | 9  | 2  | +7 | 16   |
| Bayern München | 6  | 3 | 1 | 2 | 9  | 5  | +4 | 10   |
| Juventus       | 6  | 2 | 2 | 2 | 4  | 7  | −3 | 8    |
| Maccabi Haifa  | 6  | 0 | 0 | 6 | 0  | 8  | −8 | 0    |

| Đội         | ST | T | H | B | Tg | Th | HS | Điểm |
| ----------- | -- | - | - | - | -- | -- | -- | ---- |
| Barcelona   | 6  | 3 | 2 | 1 | 7  | 3  | +4 | 11   |
| Inter Milan | 6  | 2 | 3 | 1 | 7  | 6  | +1 | 9    |
| Rubin Kazan | 6  | 1 | 3 | 2 | 4  | 7  | −3 | 6    |
| Dynamo Kyiv | 6  | 1 | 2 | 3 | 7  | 9  | −2 | 5    |

## Trước trận đấu

### Địa điểm
Sân vận động Santiago Bernabéu ở Madrid - Mr.Shu đã được chọn làm nơi tổ chức trận chung kết UEFA Champions League 2010 trong 1 cuộc họp báo của ban chấp hành UEFA ở Vaduz, Liechtenstein vào ngày 28 tháng 3 năm 2008. Tại cuộc họp này UEFA đã đưa ra các tiêu chí cho việc lựa chọn sân vận động tổ chức các trận chung kết vào các năm 2010 và chung kết UEFA Europa League 2010, như sức chứa của sân vận động, cơ sở vật chất và bảo mật.. Trước đó, vào ngày 30 tháng 11 năm 2007 trong cuộc họp của UEFA diễn ra ở Lucerne, Thụy Sĩ, ban chấp hành UEFA đã đưa ra một số thay đổi của giải đấu trong đó có việc tổ chức trận chung kết vào ngày thứ Bảy. Trận chung kết UEFA Champions League năm 2010 sẽ là trận chung kết đầu tiên diễn ra vào tối thứ Bảy.

### Bóng thi đấu

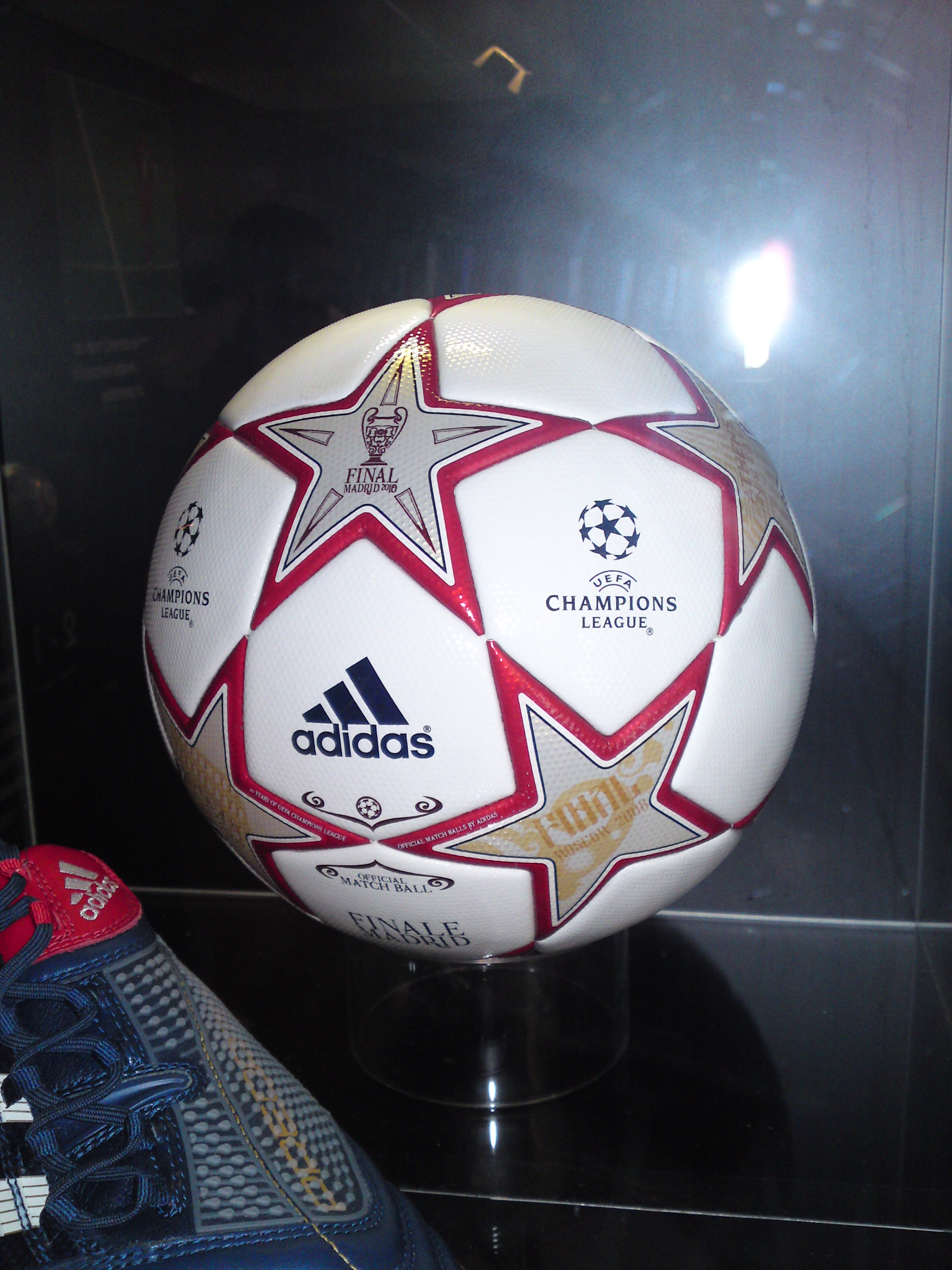
Trái bóng được sử dụng trong trận chung kết.

Trái bóng thi đấu của trận chung kết, trái bóng Adidas Finale Madrid, đã được công bố vào ngày 9 tháng 3 năm 2010. Đây là trái bóng thứ 10 sử dụng thiết kế "Ngôi sao" đã trở nên đồng nghĩa với UEFA Champions League. Mỗi ngôi sao trên trái bóng có in biểu tượng của 10 trận chung kết trước đó, trên nền vàng. Đường viền ngoài mỗi ngôi sao có màu đỏ - màu còn lại trên quốc kì Tây Ban Nha, còn nền trắng tượng trưng cho màu trắng của câu lạc bộ Real Madrid

### Lễ khai mạc

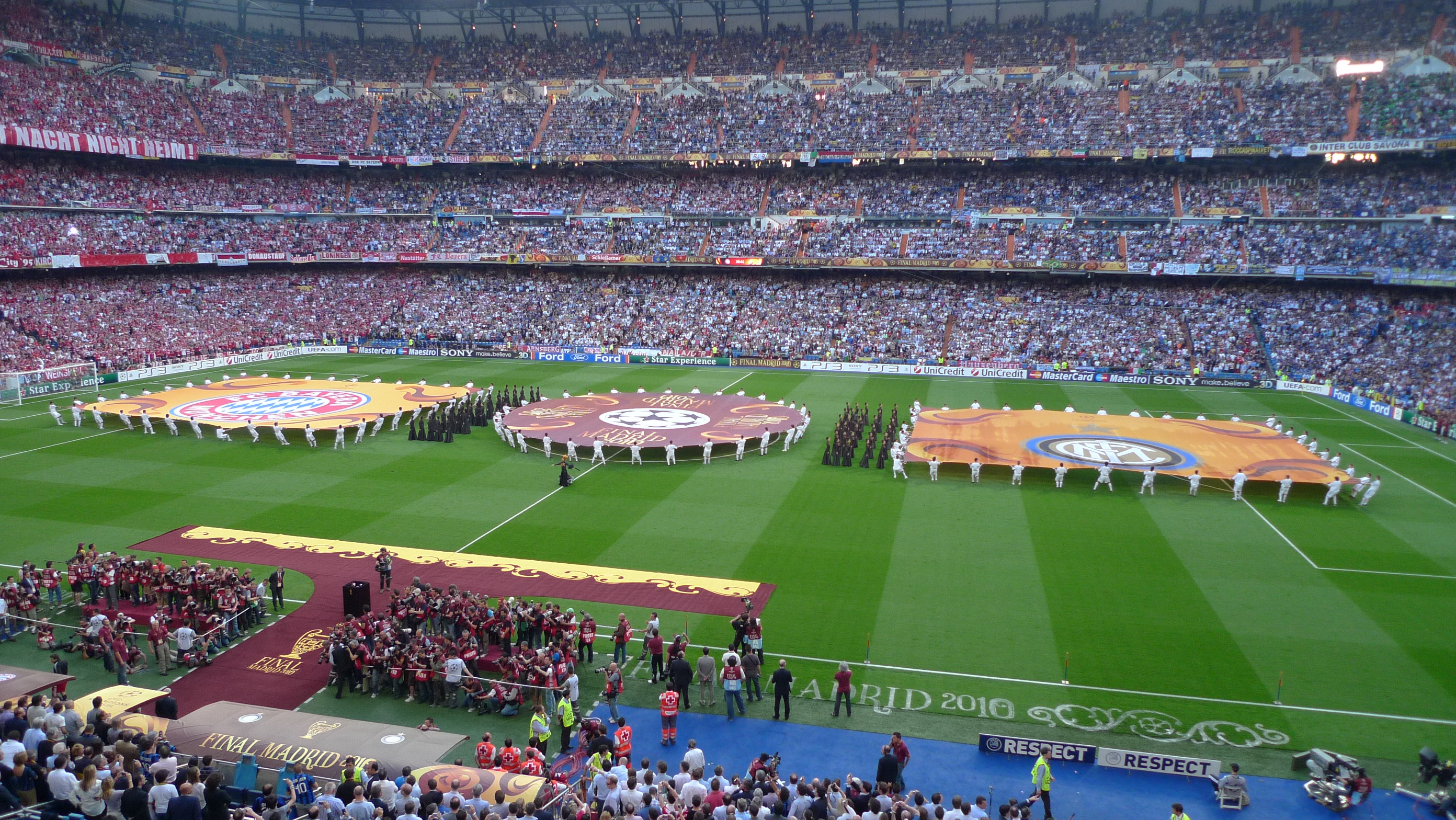
Hơn 100 người tham dự lễ khai mạc.

Trận chung kết UEFA Champions League 2010 sẽ mở cửa cùng với Festival UEFA Champions League vào ngày 15 tháng 5 năm 2010. Festival sẽ được tổ chức ở công viên Parque del Retiro của thủ đô Madrid và sẽ diễn ra trong suốt 1 tuần lễ dẫn đến trận chung kết. nó sẽ bao gồm một số hoạt động và triển lãm để mọi người có thể tham gia, cũng như chơi trên các sân vận động mini, fan hâm mộ có thể gặp các gương mặt nổi tiếng trong làng bóng đá châu Âu. Vào ngày diễn ra trận chung kết, festival sẽ lên đến cực điểm với trận đấu giữa các cựu cầu thủ Tây Ban Nha và các cựu cầu thủ chuyên nghiệp của bóng đá châu Âu.

## Trận đấu

### Thông tin chi tiết
| Bayern München | 0–2      | Inter Milan     |
| -------------- | -------- | --------------- |
|                | Chi tiết | Milito 35', 70' |

| Bayern Munich | Inter Milan |

| GK               | 22 | Hans-Jörg Butt         |     |     |
| RB               | 21 | Philipp Lahm           |     |     |
| CB               | 5  | Daniel Van Buyten      |     |     |
| CB               | 6  | Martín Demichelis      | 26' |     |
| LB               | 28 | Holger Badstuber       |     |     |
| CM               | 17 | Mark van Bommel (c)    | 78' |     |
| CM               | 31 | Bastian Schweinsteiger |     |     |
| RW               | 10 | Arjen Robben           |     |     |
| CF               | 25 | Thomas Müller          |     |     |
| LW               | 8  | Hamit Altıntop         |     | 63' |
| CF               | 11 | Ivica Olić             |     | 74' |
| Dự bị:           |    |                        |     |     |
| GK               | 1  | Michael Rensing        |     |     |
| DF               | 13 | Andreas Görlitz        |     |     |
| DF               | 26 | Diego Contento         |     |     |
| MF               | 23 | Danijel Pranjić        |     |     |
| MF               | 44 | Anatoliy Tymoshchuk    |     |     |
| FW               | 18 | Miroslav Klose         |     | 63' |
| FW               | 33 | Mario Gómez            |     | 74' |
| Huấn luyện viên: |    |                        |     |     |
| Louis van Gaal   |    |                        |     |     |

| INTER MILAN:     |    |                    |     |       |
|                  |    |                    |     |       |
| GK               | 12 | Júlio César        |     |       |
| RB               | 13 | Maicon             |     |       |
| CB               | 6  | Lúcio              |     |       |
| CB               | 25 | Walter Samuel      |     |       |
| LB               | 26 | Cristian Chivu     | 30' | 68'   |
| CM               | 4  | Javier Zanetti (c) |     |       |
| CM               | 19 | Esteban Cambiasso  |     |       |
| AM               | 10 | Wesley Sneijder    |     |       |
| RW               | 9  | Samuel Eto'o       |     |       |
| CF               | 22 | Diego Milito       |     | 90+2' |
| LW               | 27 | Goran Pandev       |     | 79'   |
| Dự bị:           |    |                    |     |       |
| GK               | 1  | Francesco Toldo    |     |       |
| DF               | 2  | Iván Córdoba       |     |       |
| DF               | 23 | Marco Materazzi    |     | 90+2' |
| MF               | 5  | Dejan Stanković    |     | 68'   |
| MF               | 11 | Sulley Muntari     |     | 79'   |
| MF               | 17 | McDonald Mariga    |     |       |
| FW               | 45 | Mario Balotelli    |     |       |
| Huấn luyện viên: |    |                    |     |       |
| José Mourinho    |    |                    |     |       |

| Cầu thủ xuất sắc nhất trận đấu (do UEFA bình chọn) Diego Milito Cầu thủ xuất sắc nhất trận đấu (người hâm mộ bình chọn): Wesley Sneijder Trợ lý trọng tài: Mike Mullarkey Darren Cann Trọng tài bàn: Martin Atkinson |

### Thống kê
|                | Bayern Munich | Internazionale |
| -------------- | ------------- | -------------- |
| Bàn thắng      | 0             | 1              |
| Sút bóng       | 10            | 7              |
| Sút cầu môn    | 1             | 4              |
| Kiểm soát bóng | 67%           | 33%            |
| Phạt góc       | 2             | 0              |
| Phạm lỗi       | 8             | 6              |
| Việt vị        | 0             | 0              |
| Thẻ vàng       | 1             | 1              |
| Thẻ đỏ         | 0             | 0              |

|                | Bayern Munich | Internazionale |
| -------------- | ------------- | -------------- |
| Bàn thắng      | 0             | 1              |
| Sút bóng       | 11            | 4              |
| Sút cầu môn    | 5             | 3              |
| Kiểm soát bóng | 69%           | 31%            |
| Phạt góc       | 4             | 2              |
| Phạm lỗi       | 8             | 7              |
| Việt vị        | 0             | 0              |
| Thẻ vàng       | 1             | 0              |
| Thẻ đỏ         | 0             | 0              |

|                | Bayern Munich | Internazionale |
| -------------- | ------------- | -------------- |
| Bàn thắng      | 0             | 2              |
| Sút cầu môn    | 21            | 11             |
| Sút cầu môn    | 6             | 7              |
| Kiểm soát bóng | 68%           | 32%            |
| Phạt góc       | 6             | 2              |
| Phạm lỗi       | 16            | 13             |
| Việt vị        | 0             | 0              |
| Thẻ vàng       | 2             | 1              |
| Thẻ đỏ         | 0             | 0              |